# Félix de Latassa y Ortín
Félix de Latassa y Ortín (Saragossa, 1735-1805) va ser un erudit, historiador, biògraf i el més important bibliògraf aragonès, molt cèlebre per la seva obra biogràfica d'autors aragonesos publicada entre 1796 i 1802.

## Biografia
Va estudiar Filosofia i Teologia a la Universitat de Saragossa, era doctor el 1762 d'aquesta darrera matèria. En l'àmbit religiós, va ser rector de Juslibol i després canonge racioner i degà de la catedral de Saragossa.
És cèlebre per haver escrit la famosa Biblioteca de escritores aragoneses, la primera en dos toms, que abastava autors de fins a 1500, publicada a Saragossa el 1796, i la segona, que abastava fins a la seva època, publicada en sis toms a Pamplona entre 1798 i 1802. Més tard l'obra va ser refosa en forma de diccionari biogràfic d'autors aragoneses per Miguel Gómez Uriel, arxiver del Col·legi d'Advocats de Saragossa.
Per elaborar aquesta obra, Latassa va consultar fonamentalment arxius i documents que conservaven alguns ordes religiosos en convents i monestirs. Reconeixia en el pròleg que era difícil accedir a materials específicament aragonesos a causa de la dispersió de fons per diversos arxius, biblioteques particulars i altres indrets com biblioteques nacionals o també en algunes estrangers, com la del Vaticà o París. El seu mètode va ser elaborar un llistat cronològic, i no pas alfabètic, sobre la base d'altres models que s'havien seguit a països com Alemanya.